# Bandato
Bandato è un termine utilizzato in araldica per indicare uno scudo pieno di bande, alternati di smalti, in numero pari. Se le pezze sono sei, non si dice: se più o meno, occorre indicarle. Se le bande sono 10 o più, si preferisce il termine cotissato. Se i pezzi sono due si usa il termine trinciato.
Nel blasonare il bandato si indica per primo lo smalto che occupa il cantone sinistro del capo.

Bandato
Cotissato o bandato di 10 pezzi

Anche il bandato è soggetto a tutte le modificazioni che si possono apportare alla banda, e quindi si trovano bandati cuneati, dentati, increspati, merlati, nebulosi, ondati, spinati.

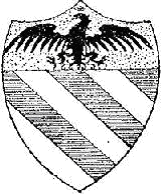
Bandato d'azzurro e d'argento
Bandato d'argento e d'azzurro (Valbrevenna)
Bandato di rosso e d'argento (Büttikon, Svizzera)
Bandato d'argento e di rosso (papa Niccolò III)
Bandato di azzurro e d'argento (famiglia Fieschi di Genova)
Bandato d'argento e di rosso di 4 pezzi (Florentin, Francia)

Il termine cotissato è utilizzato, particolarmente nell'araldica francese, per indicare la pezza lunga (quasi esclusivamente la banda) accostata da due cotisse, generalmente dello stesso smalto della pezza ma talora anche di altro smalto.

Di nero, alla banda cotissata d'oro (stemma dei signori di Bohan, Francia)
D'argento, alla banda di rosso cotissata d'oro (famiglia Geissen di Bitbourg e di Bettingen)

## Casi particolari
Il bandato è composto da soli due smalti alternati. Casi particolari sono gli stemmi delle famiglie Bolani del Friuli e Achinger di Polonia che il Crollalanza blasona rispettivamente: Bandato di 5 pezzi, verde, oro, azzurro, argento e rosso e Bandato di 4 pezzi, nero, oro, rosso e argento.

Stemma della famiglia Achinger